# Adalberto Albertini
Adalberto Albertini (auch Bitto Albertini, * 24. Juli 1924 in Turin; † 22. Februar 1999 in Zagarolo) war ein italienischer Kameramann und Filmregisseur.

## Leben
Albertini kam achtzehnjährig zum Film und begann als Kamerahelfer, ab 1946 als Kameraassistent und erhielt zwei Jahre später die erste Gelegenheit, als Kameramann zu arbeiten. So fotografierte er von 1948 bis 1966 etwa 70 Filme, darunter viele Dramen, Abenteuerfilme und Peplums, wobei sich sein Sinn für visuelle Effekte bemerkbar machte, so z. B. bei Herkules, der Schrecken der Hunnen oder David und Goliath.
Mitte der 1960er Jahre wechselte er ins Regiefach, wobei er niemals mehr als unterhaltsame Kommerzware in verschiedenen Genres herstellte, mit meist auf jugendliches Publikum zugeschnittenen Themen und geringem Budget. Mitte der 1970er wechselte er ins Genre der Softerotik und drehte einige Emanuelle-Epigonen (oft unter dem Pseudonym Albert Thomas). Viele seiner Filme erlebten als Videos Neuauflagen unter abenteuerlichen Titeln in aller Welt.
Zu seinen anderen Pseudonymen zählen Al Albert, Albert J. Walker, Stanley Mitchell und Ben Norman.

## Filmografie
Regie
- 1966: Die Milliarden-Supermasche (Supercolpo da 7 miliardi)
- 1967: Drei tolle Kerle (Tre supermen a Tokio)
- 1968: Goldface (Goldface, il fantastico superman)
- 1969: War Devils – Die Kriegsteufel kommen (I diavoli della guerra)
- 1970: Ein Zirkus und ein Halleluja (I vendicatori dell'Ave Maria)
- 1970: Che fanno i nostri supermen tra le vergini della giungla?
- 1971: L'uomo più velenoso del cobra
- 1971: Die Rückkehr der stärksten Gladiatoren der Welt (Il ritorno del gladiatore più forte del mondo)
- 1972: Sie nannten ihn Zambo (Zambo, il dominatore della foresta)
- 1972: Schicke deinen Teufel in meine heiße Hölle (Metti lo diavolo tuo ne lo mio inferno)
- 1972: Il santo patrono
- 1973: …e continuavano a mettere lo diavolo ne lo inferno
- 1973: 4 caporali e 1/2 e un colonello tutto d'un pezzo
- 1974: Drei Spaghetti in Shanghai (Crash che botte!)
- 1974: Zwei durch dick und dünn (Che botte, ragazzi!)
- 1975: Black Emanuelle (Emanuelle nera)
- 1976: Emanuelle nera No. 2
- 1977: Yellow Emanuelle (Il mondo dei sensi di Emy Wong)
- 1978: Rallye des Todes (6000 km di paura)
- 1981: Flucht von Galaxy III (Giochi erotici nella 3a galassia)
- 1982: Che casino… con Pierino!
- 1984: Nudo e crudele
- 1985: Nudo e crudele 2
- 1985: Mondo senza veli

Kamera
- 1953: Ein Sonntag in Rom (La domenica della buona gente)
- 1958: Rebell ohne Gnade (Capitan Fuoco)
- 1959: Terror in Oklahoma (Il terrore dell'Oklahoma)
- 1960: David und Goliath (David e Golia)
- 1960: Ursus im Reich der Amazonen (La regina delle amazzoni)
- 1960: Rasputin, der Dämon von Petersburg (L'ultimo zar)
- 1961: Der Raub der Sabinerinnen (Il ratto delle Sabine)
- 1962: Das Todesauge von Ceylon
- 1963: Zorro, der Mann mit den zwei Gesichtern (Il segno di Zorro)
- 1964: Sklaven heute – Geschäft ohne Gnade (Le schiave esistono ancora)
- 1965: Kopfgeld für Ringo (Uno straniero a Sacramento)

Schauspieler
- 1986: Crash Boys (3 supermen a Santo Domingo) (auch Drehbuch)